# Bokpyin
Bokpyin (birmano: ဘုတ်ပြင်းမြို့; siamés: บกเปี้ยน Bok Pian) es una localidad de Birmania perteneciente a la región de Tanintharyi del sur del país. Dentro de la región, Bokpyin es la capital del municipio homónimo en el distrito de Kawthaung.
En 2014 tenía una población de 5384 habitantes, en torno a la decimoquinta parte de la población municipal.
Ha sido siempre una pequeña aldea ya que, pese a que históricamente ha albergado minas de hierro, se ubica en una playa tan arenosa que los grandes barcos no podían acceder a la localidad. Sin embargo, al ubicarse en una zona de manglares, la vía de acceso ha sido siempre principalmente por agua, siendo los caminos escasos hasta el siglo XX.
Se ubica sobre la costa del mar de Andamán, a medio camino entre Myeik y Kawthaung.